# Crecimiento inclusivo

Crecimiento económico 2005-2013 de países del África Occidental

El crecimiento inclusivo es un concepto que supone igualdad de oportunidades durante el crecimiento económico para todos los que participan en la economía, de modo que los beneficios se distribuyan entre todos los sectores de la sociedad.  Este concepto rebasa los modelos tradicionales de crecimiento económico  para centrarse también en la equidad sanitaria, en el capital humano, la calidad medioambiental, la protección social y la seguridad alimentaria.
La definición de crecimiento inclusivo implica vínculos directos entre los determinantes macroeconómicos y microeconómicos de la economía y el crecimiento. La dimensión microeconómica tiene en cuenta la importancia de la transformación estructural para conseguir una economía diversificada y competitiva, mientras que la dimensión macro se refiere a cambios en las magnitudes económicas agregadas como el producto nacional bruto (PNB), el producto interior bruto (PIB), la productividad total de los factores o los factores de producción.
Un crecimiento económico sostenible requiere un crecimiento inclusivo. Mantener este resulta a veces difícil porque el crecimiento económico puede aumentar las externalidades negativas, como un incremento de la corrupción, que es un problema de primer orden  en países en desarrollo. Empero, el énfasis en la inclusividad —especialmente en la igualdad de oportunidades para el acceso a los mercados y a los recursos, y en un entorno regulador imparcial— es un ingrediente esencial para el crecimiento. El enfoque de crecimiento inclusivo adopta una perspectiva a largo plazo, porque se centra en el empleo productivo como medio de aumentar los ingresos de los pobres y los excluidos, y elevar así sus niveles de vida.